# Currie Cup Premier Division 2021
La Currie Cup Premier Division de 2021 fue la 83°. edición del principal torneo de rugby provincial de Sudáfrica.
Se disputó entre el 18 de junio y finalizó el 11 de septiembre con la definición entre los dos mejores equipos del torneo.

## Sistema de disputa
El torneo se disputará en formato de todos contra todos, en la que cada equipo se enfrentará en condición de local y de visitante a cada uno de sus rivales, además cada equipo tendrá dos semanas libres.
Finalizada la fase de grupos, los cuatro mejores clasificados disputaran una postemporada consistente en partidos de semifinal y la posterior gran final que determinara el campeón del torneo.

## Clasificación
| Pos. | Equipo              | Encuentros | Encuentros | Encuentros | Encuentros | Tantos | Tantos | Tantos | PB | PB | Puntos |
| Pos. | Equipo              | PJ         | PG         | PE         | PP         | F      | C      | Dif    | BO | BD | Puntos |
| ---- | ------------------- | ---------- | ---------- | ---------- | ---------- | ------ | ------ | ------ | -- | -- | ------ |
| 1.º  | Blue Bulls          | 12         | 7          | 3          | 2          | 334    | 260    | +74    | 8  | 1  | 49     |
| 2.º  | Natal Sharks        | 12         | 5          | 4          | 3          | 288    | 223    | +65    | 7  | 1  | 40     |
| 3.º  | Griquas             | 12         | 5          | 2          | 5          | 343    | 324    | +19    | 6  | 2  | 35     |
| 4.º  | Western Province    | 12         | 6          | 1          | 5          | 386    | 380    | +6     | 7  | 2  | 35     |
| 5.º  | Pumas               | 12         | 4          | 4          | 4          | 274    | 256    | +18    | 3  | 3  | 34     |
| 6.º  | Free State Cheetahs | 12         | 3          | 3          | 6          | 297    | 336    | –39    | 7  | 2  | 28     |
| 7.º  | Golden Lions        | 12         | 2          | 3          | 7          | 270    | 413    | −143   | 5  | 1  | 24     |

|  | Semifinalistas. |

## Fase Regular

### Fecha 1
| 18 de junio | Pumas | 39 - 10 | Golden Lions |  |  |

| 19 de junio | Griquas | 16 - 30 | Natal Sharks |  |  |

| 19 de junio | Blue Bulls | 24 - 48 | Western Province |  |  |

### Fecha 2
| 23 de junio | Golden Lions | 38 - 32 | Western Province |  |  |

| 25 de junio | Blue Bulls | 32 - 27 | Pumas |  |  |

| 26 de junio | Griquas | 31 - 10 | Free State Cheetahs |  |  |

### Fecha 3
| 30 de junio | Free State Cheetahs | 0 - 0 | Blue Bulls |  |  |

| 30 de junio | Western Province | 32 - 31 | Natal Sharks |  |  |

| 2 de julio | Pumas | 26 - 22 | Griquas |  |  |

### Fecha 4
| 7 de julio | Western Province | 28 - 30 | Griquas |  |  |

| 9 de julio | Free State Cheetahs | 17 - 16 | Pumas |  |  |

| 10 de julio | Natal Sharks | 0 - 0 | Golden Lions |  |  |

### Fecha 5
| 16 de julio | Natal Sharks | 0 - 0 | Pumas |  |  |

| 17 de julio | Griquas | 0 - 0 | Blue Bulls |  |  |

| 17 de julio | Golden Lions | 0 - 0 | Free State Cheetahs |  |  |

### Fecha 6
| 21 de julio | Golden Lions | 31 - 41 | Griquas Pumas |  |  |

| 21 de julio | Free State Cheetahs | 38 - 21 | Western Province |  |  |

| 21 de julio | Natal Sharks | 0 - 0 | Blue Bulls |  |  |

### Fecha 7
| 24 de julio | Free State Cheetahs | 30 - 47 | Natal Sharks |  |  |

| 25 de julio | Pumas | 23 - 37 | Western Province |  |  |

| 25 de julio | Blue Bulls | 40 - 21 | Golden Lions |  |  |

### Fecha 8
| 30 de julio | Golden Lions | 33 - 36 | Pumas |  |  |

| 30 de julio | Western Province | 13 - 34 | Blue Bulls |  |  |

| 31 de julio | Natal Sharks | 27 - 37 | Griquas |  |  |

### Fecha 9
| 6 de agosto | Griquas | 42 - 45 | Golden Lions |  |  |

| 6 de agosto | Blue Bulls | 28 - 35 | Natal Sharks |  |  |

| 7 de agosto | Western Province | 40 - 39 | Free State Cheetahs |  |  |

### Fecha 10
| 11 de agosto | Pumas | 0 - 0 | Natal Sharks |  |  |

| 11 de agosto | Blue Bulls | 56 - 33 | Griquas |  |  |

| 11 de agosto | Free State Cheetahs | 44 - 44 | Golden Lions |  |  |

### Fecha 11
| 14 de agosto | Golden Lions | 21 - 48 | Blue Bulls |  |  |

| 15 de agosto | Natal Sharks | 38 - 31 | Free State Cheetahs |  |  |

| 15 de agosto | Western Province | 40 - 40 | Pumas |  |  |

### Fecha 12
| 18 de agosto | Pumas | 26 - 33 | Blue Bulls |  |  |

| 18 de agosto | Free State Cheetahs | 33 - 32 | Griquas |  |  |

| 18 de agosto | Western Province | 35 - 13 | Golden Lions |  |  |

### Fecha 13
| 21 de agosto | Pumas | 28 - 19 | Free State Cheetahs |  |  |

| 21 de agosto | Golden Lions | 14 - 56 | Natal Sharks |  |  |

| 22 de agosto | Griquas | 46 - 25 | Western Province |  |  |

### Fecha 14
| 28 de agosto | Griquas | 13 - 13 | Pumas |  |  |

| 28 de agosto | Blue Bulls | 39 - 36 | Free State Cheetahs |  |  |

| 28 de agosto | Natal Sharks | 24 - 35 | Western Province |  |  |

## Fase Final

### Semifinal
| 4 de septiembre de 2021 | Blue Bulls | 48 - 31 | Western Province |  |  |

| 4 de septiembre de 2021 | Natal Sharks | 28 - 24 | Griquas |  |  |

### Final
| 11 de septiembre de 2021 | Blue Bulls | 44 - 10 | Natal Sharks |  |  |

| Bandera de Sudáfrica   |
| Campeón Blue Bulls     |
| Vigésimo quinto título |